# Neresnica
Neresnica (izvirno srbsko Нересница) je naselje v Srbiji, ki upravno spada pod Občino Kučevo; slednja pa je del Braničevskega upravnega okraja.

## Demografija
V naselju živi 1923 polnoletnih prebivalcev, pri čemer je njihova povprečna starost 44,0 let (42,5 pri moških in 45,4 pri ženskah). Naselje ima 742 gospodinjstev, pri čemer je povprečno število članov na gospodinjstvo 3,19.
Prebivalstvo je večinoma nehomogeno, a v času zadnjih treh popisov je opazno zmanjšanje števila prebivalcev.
|  |

| Demografija | Demografija     | Demografija     |
| Leto        | Št. prebivalcev | Št. prebivalcev |
| ----------- | --------------- | --------------- |
|             |                 |                 |
|             |                 |                 |
|             |                 |                 |
|             |                 |                 |
| 1948        | 3456            |                 |
| 1953        | 3584            |                 |
| 1961        | 3729            |                 |
| 1971        | 3730            |                 |
| 1981        | 3469            |                 |
| 1991        | 3128            | 2770            |
| 2002        | 3069            | 2365            |
|             |                 |                 |

| Etnična sestava po popisu iz leta 2002 | Etnična sestava po popisu iz leta 2002 | Etnična sestava po popisu iz leta 2002 | Etnična sestava po popisu iz leta 2002 | Etnična sestava po popisu iz leta 2002 |
| -------------------------------------- | -------------------------------------- | -------------------------------------- | -------------------------------------- | -------------------------------------- |
| Vlahi                                  | Vlahi                                  |                                        | 1.175                                  | 49,68%                                 |
| Srbi                                   | Srbi                                   |                                        | 857                                    | 36,23%                                 |
| Romi                                   | Romi                                   |                                        | 46                                     | 1,94%                                  |
| Romuni                                 | Romuni                                 |                                        | 20                                     | 0,84%                                  |
| Jugoslovani                            | Jugoslovani                            |                                        | 15                                     | 0,63%                                  |
| Makedonci                              | Makedonci                              |                                        | 3                                      | 0,12%                                  |
| Neznano                                | Neznano                                |                                        | 35                                     | 1,47%                                  |